# Бондарівка (Вознесенський район)
Бондарі́вка — село в Україні, у Веселинівській селищній громаді Вознесенського району Миколаївської області. Населення становить 152 осіб[коли?]. До 2016 року орган місцевого самоврядування — Токарівська селищна рада.

## Історія
У 1925—1939 роках село (під назвою хутір Бондарівка) входило до складу Карл-Лібкнехтівського німецького національного району Миколаївської округи (з 1932 — Одеської області).